# Bozsik József (labdarúgó, 1987)
Bozsik József (Budapest, 1987. augusztus 2.) magyar labdarúgó.
Édesapja Bozsik Péter, korábbi szövetségi kapitány, nagyapja Bozsik József, az Aranycsapat tagja.
2004-ben az U17-es korosztályban a kiemelt ifjúsági bajnokságban bajnoki cimet szerzett a ZTE csapatával majd
2006-ban az U19-es korosztályban a kiemelt ifjúsági bajnokságban a bronzérmet szerezte meg.
A 2007–2008-as szezonban hosszú ideig sérüléssel bajlódott, emiatt kevés mérkőzésen jutott szóhoz. Az NB III-ban 5 mérkőzésen összesen 267 percet töltött a pályán (1 gólt szerzett), míg a Ligakupában 4 találkozón kapott lehetőséget.
Utolsó állomáshelye aktív játékosként az NBII Nyugati csoportjában szereplő FC Tatabánya volt.
2010-től még aktív játékosként elkezdte építeni edzői karrierjét. Az FC Tatabányához tartozó akkor még TASK (Tatabányai Alapítvány Sportkör) néven működő utánpótlás egyesületben indult edzői pályája. Itt 4 éven át dolgozott először az U12-es korosztály mellett majd végigjárva a szamárlétrát az összes serdülő korosztálynál egy-egy évet. Utolsó évében a serdülő szekció irányítása is hozzá tartozott. Később az általa képzett 1999-2000-es születésű játékosokból álló csapat megnyerte a másod osztályú U17-es bajnokságot, ez a garnitúra a Tatabányai utánpótlás második és jelenleg utolsó bajnok csapata.
2014 nyarán korábbi csapata, a ZTE edzői állást ajánlott neki az utánpótlásban. Ezzel párhuzamosan játékosedzőként tevékenykedett az osztrák SV Oberloisdorf csapatánál. Ez eddigi pályafutása legsikeresebb időszaka volt, hiszen a ZTE Akadémia U17-es csapatával sikerült kivívniuk, hogy a zalaegerszegi ifi csapatok 5 év után újra az első osztályban szerepeljenek. Míg ausztriai edzősködése alatt először visszavezette az SV Oberloisdorf csapatát a hatod osztályba 40 év után, majd a következő évben ezt is megfejelve az ötöd osztályba juttatta csapatát története során első ízben!
Remek eredményeire a ZTE FC vezetésében is felfigyeltek és fiatal kora ellenére (ekkor még csak 29 éves volt) felkértek a felnőtt csapat segédedzői pozíciójának betöltésére. Itt egy évet töltött el majd Nyíregyházára igazolt, ahol egy évet segédedzőként majd 5 hónapot vezetőedzőként töltött azonban ebben az időszakban elkerülték az igazi sikerek. 2019 tavaszán a BFC Siófok pályaedzői feladatait látta el majd 2019 nyarán visszatért szeretett városába és klubjához Zalaegerszegre.
Jelenleg a ZTE FC utánpótlásában edzősködik. Az IFI korcsoport szekció vezetőjeként és az U19-es csapat vezetőedzőjeként.